# Оливър Джеймс
Оливър Джеймс (на английски: Oliver James) е единствено дете в семейството. Баща му участвал в състезания с коли и Джеймс от малък иска да успее като професионален състезател. В прогимназията свири на барабани в група и същевременно се състезава в ралита с коли и мотоциклети. Той завършва Гилдфордската театрална школа в родния си град със специалност драма. На 19-годишна възраст избира бащиното си име за официална фамилия, за да избегне объркването му с известия актьор Оливър Хъдсън. Сега Джеймс живее и работи в Калифорния, САЩ.
Една от най-значимите му роли е в романтичната комедия „Какво искат момичетата“, където му партнира актрисата Аманда Байнс. За тази роля Оливър се научава да свири на китара и участва в написването на текстовете на песните Long Time Coming и Greatest Story Ever Told, които са включени в саундтрака на филма. Другата много важна роля в неговата кариера е отново в романтична комедия „Не се предавай“, където е партньор на любимката на тийнейджърите Хилари Дъф. Филмът става тотален хит, а Джеймс се радва на много фенки сред тийнейджърките.

## Филмография

### Кино
1. School's Out (2002)
2. RI:SE (2002)
3. What A Girl Wants / Какво искат момичетата (2003)
4. The Afternoon play (2003)
5. Raise Your Voice / Не се предавай (2004)
6. The Innonce project (2006)